# Real Fábrica de Paños de Ezcaray

La Real Fábrica de Paños de Ezcaray o "Real Fábrica de Tejidos de Santa Bárbara" se fundó en 1752. 

## Historia
Fue apoyada por el ministro Marqués de la Ensenada y llevó el nombre de la mujer de Fernando VI, doña Bárbara de Braganza. En 1773, bajo el reinado de Carlos III se le concedió el privilegio de Compañía Real, pasando a denominarse "Compañía Real de San Carlos y Santa Bárbara de la villa de Ezcaray". La Casa de Tintes, también conocida como "El Fuerte", se construyó con materiales incombustibles, después del incendio que asoló buena parte de la Real Fábrica en 1785. A principios del siglo XIX comenzó su declive debido al retraso tecnológico, hasta su desaparición.
Fue declarada Bien de Interés Cultural en la categoría de Monumento el 29 de octubre de 1992.
Actualmente ha sido reconvertida en albergue.